# 대전직업능력개발원
대전직업능력개발원(大田職業能力開發院)은 장애인의 직업능력을 개발과 고용촉진 활성화를 위해 설립된 한국장애인고용공단 소속 직업훈련기관이다.
대전광역시 대덕구 신일동로 70에 위치하고 있다.

## 조직

### 대전직업능력개발원
- 능력개발처
  - 융복합훈련팀
  - 특화훈련팀
  - 직업상담팀
- 행정지원실

## 같이 보기
- 대구직업능력개발원
- 부산직업능력개발원
- 일산직업능력개발원
- 전남직업능력개발원